# 10-я отдельная бригада специального назначения
10-я отдельная бригада специального назначения (укр. 10-та окрема бригада спеціального призначення) — воинское формирование ВС СССР и Вооружённых сил Украины.

## История бригады в советский период

### Создание бригады
На основании Директивы Генерального штаба ВС СССР в период с 22 сентября по 4 октября 1962 года была сформирована 10-я отдельная бригада специального назначения (войсковая часть 65564) с дислокацией в н.п. Первомайское в окрестностях г. Старый Крым Крымской области УССР. Согласно приказу Министра Обороны СССР № 005 от 23 апреля 1963 года, Днём части было объявлено 4 октября 1962 года.

### Становление бригады

#### Специализация
24 апреля 1964 года командующий войсками Одесского военного округа генерал-полковник Бабаджанян А. Х. вручил бригаде Боевое знамя. Бригада готовилась к ведению боевых действий против Турции. Военнослужащие части изучали турецкий язык. На начальном этапе в состав бригады входили отряд спецрадиосвязи, 2 отдельных отряда специального назначения. В состав каждого отряда входило по 2 роты по 42 разведчика и взвод ПТУРС. В 1970 году была развернута рота спецминирования, в конце 1986 — автомобильная рота.

#### Почётные звания
- В 1967 году приказом командующего войсками Одесского военного округа в честь юбилея 325-м отдельному отряду специального назначения и отряду специальной радиосвязи 10-й бригаде были присвоены почётные звания «Имени 50-летия Октябрьской революции».
- С 1979 года по 1987 год бригада неоднократно награждалась Переходящим Красным Знаменем Военного Совета ОдВО, её заносили в Книгу почёта Военного Совета округа и награждали грамотами.

#### Достижения
- В 1987 году разведывательная группа специального назначения 10-й бригады на общесоюзных соревнованиях подразделений специальной разведки была признана лучшей по снайперской стрельбе.
- В 1990 году разведывательная группа специального назначения бригады заняла 1-е место на соревнованиях групп специального назначения на первенстве ВС СССР.
- За время существования части военнослужащие бригады совершили более 250 000 прыжков с парашютом. В 1972 году в части были проведены прыжки с парашютом с высоты 400 м, а в 1999 году — с высоты 150 метров.

#### Служба в Афганистане
В 1985 году 10-я бригада выделила 30 военнослужащих для комплектования 186-го отряда специального назначения, который создавался на базе 8-й отдельной бригады специального назначения в Прикарпатском военном округе. 186-й отряд готовился для боевых действий на территории Афганистана. В 1987 году разведывательная группа 186-го отряда под командованием старшего лейтенанта Ковтуна В. П. (бывшего офицера 10-й бригады), захватила у противника ПЗРК Стингер.

### Состав бригады в конце 80-х годов
Состав 10-й отдельной бригады специального назначения в конце 80-х годов (все подразделения бригады дислоцировались в н.п. Первомайское):
- Управление бригады — в/ч 65564 и подразделения при ней:
  - отряд специальной радиосвязи имени 50-летия Октябрьской революции;
  - рота минирования;
  - рота материально-технического обеспечения;
  - авторота
  - 1-я рота связи.
- 325-й отдельный отряд специального назначения имени 50-летия Октябрьской революции;
- 328-й отдельный отряд специального назначения.

## История бригады в ВСУ
До распада СССР, 11 октября 1991 года 10-я бригада специального назначения вошла в состав Вооружённых сил Украины. Директивой Министра обороны Украины от 3 июня 1998 года 10-я бригада специального назначения была переформирована в 1-й отдельный полк специального назначения, который 7 сентября 2000 года получил наименование 3-го полка.

## Командиры 10-й бригады
Список командиров 10-й бригады специального назначения: 
- Попов А.М. — 1963—1966;
- Кочетков Н.Я. — 1966—1971;
- Тышкевич В. П. — 1971—1973;
- Еременко Н. И. — 1971—1978;
- Старов, Юрий Тимофеевич — 1978—1983;
- Ильин А.С. — 1983—1988;
- Рендель Ю. М. — 1988—1992;
- Якубец И. Н. — 1992—1996;
- Докучаев С.П. — 1996—1997;
- Гербич В.Ф. — 1997—1998.